# Банилів (зупинний пункт)
Бани́лів — пасажирський залізничний зупинний пункт Івано-Франківської дирекції Львівської залізниці на неелектрифікованій лінії Вижниця — Завалля між станціями Іспас (11 км) та Вашківці (13 км). Розташований в селі Банилів Вижницького району Чернівецької області.

## Пасажирське сполучення
До 18 березня 2020 року на платформі Банилів зупинялися вантажно-пасажирські поїзди сполученням Чернівці — Вижниця. Наразі пасажирське сполучення за цим напрямком припинене на невизначений термін.